# Joseph Haydn
« Haydn » redirige ici. Pour les autres significations, voir Haydn (homonymie).
Franz Joseph Haydn (/ˈhaɪdən/) () — il n'utilisait jamais son premier prénom —, né le 31 mars 1732 à Rohrau sur la Leitha en Basse-Autriche et mort le 31 mai 1809 à Vienne, est un compositeur autrichien. Il incarne le classicisme viennois au même titre que Mozart et Beethoven, les trois compositeurs étant regroupés par la postérité sous le vocable de « trinité classique viennoise ».
La carrière musicale de Joseph Haydn couvre toute la période classique, allant de la fin de la musique baroque aux débuts du romantisme. Il est à la fois le pont et le moteur qui a permis cette évolution. L'image du « papa Haydn » ne vient pas des titres de « père de la symphonie » ou « père du quatuor à cordes » généreusement décernés au XIXe siècle et même de nos jours. La création de ces genres relève d'une genèse un peu plus complexe, mais Haydn a très largement contribué à leur émergence et leur consolidation.
Deux de ses frères furent également musiciens :
- Michael Haydn (1737-1806) également compositeur et collègue de Mozart à Salzbourg ;
- Johann Evangelist Haydn (1743-1805), ténor que Joseph fit venir à Esterhaza en 1763[4].

## Biographie

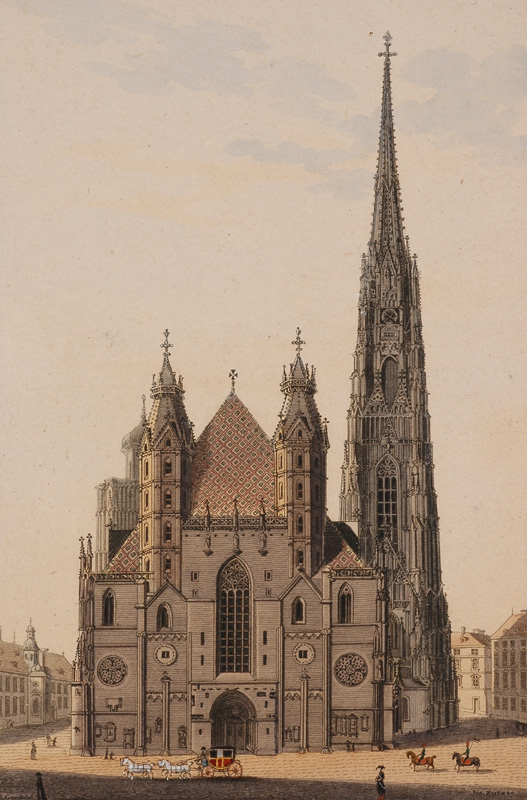
Cathédrale Saint-Étienne de Vienne

### Premières années
Joseph Haydn est né le 31 mars 1732 dans une famille modeste à Rohrau sur la Leitha à la frontière austro-hongroise. Son père Mathias (1699-1763) était charron et harpiste amateur ; sa mère, Anna Maria Koller (1707-1754), cuisinière chez le comte Harrach, seigneur de Rohrau. Il est le deuxième des douze enfants du couple, dont six survivront à l'âge adulte :
1. Anna Maria Franziska (1730-1781),
2. Johann Michael (1737-1806), également compositeur,
3. Anna Maria (1739-1802), la seule ayant eu des descendants incontestés,
4. Anna Katharina (1741- ?), dont on perd la trace après 1769,
5. Johann Evangelist (1743-1805), ténor.

À l'âge de six ans il apprend les rudiments de la musique auprès de son cousin, Johann Mathias Franck, maître d'école et maître de chœur à Hainburg, en Basse-Autriche, qui s'était engagé à le former. Dès sept ans, remarqué grâce à sa belle voix de soprano, il devient choriste dans la maîtrise de la cathédrale Saint-Étienne de Vienne où il est éduqué musicalement par G. Reutter. Comme beaucoup d'autres à travers l'Europe, il fait donc partie des garçons qui chantent avec et dans le chœur professionnel d'une église. L'ensemble est placé sous la direction du Kapellmeister Georg Reutter le jeune, à la fois maître du chœur et maître de musique des enfants. Un frère de Joseph, Michael Haydn, futur compositeur, vint plus tard le rejoindre. Comme dans toute maîtrise, on y apprend les techniques et l'art du chant (à commencer par les différentes formes de chant liturgique) et plus généralement les différentes disciplines musicales (y compris l'harmonie et la composition). Joseph y apprit également à jouer du clavecin et du violon. Mais il semble que l'enseignement qu'il reçut dans cette maîtrise n'ait pas été complet. Il l'affirmera plus tard : « Mes débuts ont toujours été liés à la pratique ». Reutter le renvoie de la maîtrise à l'âge de 18 ans, sa voix ayant mué et le temps d'études, dans toute maîtrise, ne se prolongeant pas au-delà de l'âge de dix-huit ou vingt ans. On recevait ordinairement une gratification qui rémunérait les services rendus et permettait de débuter dans le métier de musicien ou dans une autre profession. Joseph Haydn, quant à lui, relata « les durs moments qu'il passa » dans cette école musicale, sous les ordres de ce personnage fort avare, « mais aussi les bonnes farces qu'il y joua ».

### Débuts difficiles
Joseph Haydn fut le premier, avant Mozart, à vouloir devenir musicien indépendant. En tant qu'interprète, il ne s'orienta pas vers la profession de musicien d'église et ne devint que plus tard maître de chapelle. À Vienne, vers 1750-1752 (à l'âge de 18-20 ans), il mena d'abord une vie difficile. Livré à lui-même, il jouait occasionnellement du violon lors de sérénades, de bals et d'inhumations. Il donna aussi des leçons de piano à de jeunes élèves ainsi qu'à la comtesse de Thun. De même, il devint valet de chambre (qualification pouvant parfaitement signifier qu'il était employé comme musicien). Cette période n'est connue que par la narration qu'Haydn lui-même en fait à la fin de sa vie à ses premiers biographes, Albert Christoph Dies (de) et Georg August Griesinger (en). Il rapporte avoir été hébergé quelque temps par Johann Michael Spangler, ténor à l'église Saint-Michel de Vienne, avant de s'installer dans une mansarde de la Michaelerplatz. Dans la même maison habitait le célèbre librettiste et poète Pietro Metastasio (Métastase).
En 1753, par l'intermédiaire de Métastase, il a la chance de faire la connaissance de Nicola Porpora, dont il devient le secrétaire. Professeur de chant et compositeur renommé, Nicola Porpora lui dispense à son tour un enseignement concernant la composition des opéras, fait de lui son assistant et l'introduit dans les milieux aristocratiques. Haydn se forme également en autodidacte grâce à deux célèbres ouvrages : le Gradus ad Parnassum, traité de contrepoint rédigé par un compositeur de la cour, Johann Joseph Fux (1660-1741), et Der vollkommene Capellmeister (« Le Maître de chapelle accompli ») de Johann Mattheson. Il est également influencé par la musique de Carl Philipp Emanuel Bach, deuxième fils de Jean-Sébastien. C'est au début des années 1750 que Haydn compose ses premières œuvres vocales (des Missæ brevis, messes brèves) et instrumentales dont il est impossible de préciser la chronologie exacte. Il rédige également, en 1751 ou 1752, la partition musicale (perdue) de l'opéra Der krumme Teufel (« Le diable boiteux »)sur un livret de Josef Felix Kurz-Bernardon.

En italien, di me giuseppe Haydn, « Par moi, Joseph Haydn ».

En 1757 le baron Karl Joseph von Fürnberg (1720-1767) l'invite pour quelques mois à participer aux séances de musique de chambre dans son château de Weinzierl, près de Melk, où Haydn compose ses premiers divertimenti ou cassations pour quatuors à cordes, qui établirent sa renommée et sont à l'origine de la fortune de cette formation. L'année suivante, peut-être sur la recommandation de Fürnberg, il devient directeur de la musique chez le comte Karl Joseph von Morzin (1717-1783), qui est donc son premier employeur. Il compose alors ses premières symphonies pour un petit orchestre de seize musiciens.
À cette époque, il tombe amoureux d'une de ses élèves, Theresa Keller (1733-1819), fille d'un ami, et la demande en mariage. Mais Theresa étant destinée au couvent, Haydn accepte alors d'épouser sa sœur, de trois années plus âgée, Maria Anna Theresia Keller (1730-1800). Les premiers biographes de Haydn, Albert Christoph Dies et Georg August Griesinger sont en désaccord pour reconnaître la qualité d'aînée entre Theresa et Maria Anna. Marié le 26 novembre 1760, le couple n'eut pas d'enfant.

### Haydn et les Esterházy

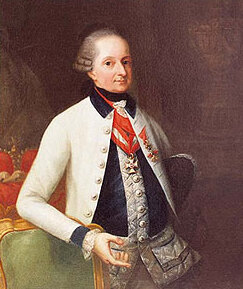
Nicolas Ier Joseph Esterházy

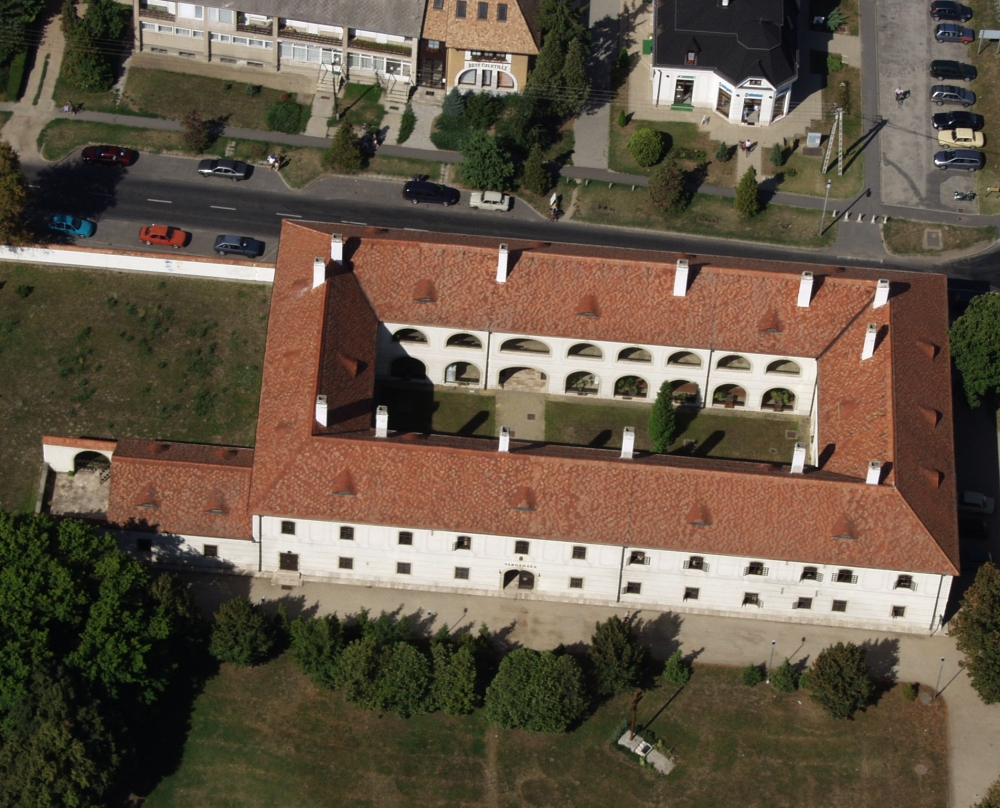
L'hôtel particulier de Fertőd où les Esterházy hébergèrent Haydn et ses musiciens.

En difficulté financière, le comte Morzin doit se résoudre à dissoudre son orchestre. Joseph Haydn retrouve rapidement une place auprès d'une des plus grandes et des plus fortunées familles de la noblesse hongroise : celle des princes Esterházy. Le contrat signé le 1er mai 1761 reflète bien la situation sociale des musiciens sous l'Ancien régime. Outre les formules qui pourraient être jugées aujourd'hui humiliantes, Haydn s'engage vis-à-vis du prince à lui réserver la totale exclusivité de ses compositions. Toutefois, contrairement à ce qui était fréquent à l'époque, Haydn ne sera jamais traité comme un simple laquais, et le prince, grand amateur de musique, rapidement conscient du génie de son employé, ne résistera pas à la demande extérieure des éditeurs et du public au sens large. La clause d'exclusivité disparaît d'ailleurs du nouveau contrat signé le 1er janvier 1779 entre le prince et Haydn.
Il sert cette famille pendant plus de trente ans. D'abord au service de Paul II Anton Esterházy (1711-1762), la plus grande partie de son activité de compositeur se confond avec le règne de son frère Niklaus (Nicolas dit « le Magnifique »), prince mécène, féru de musique, qui laisse à Haydn toute capacité de développer librement son génie. Haydn est engagé comme vice-maître de chapelle de Gregor Joseph Werner, auquel il est subordonné pour ce qui a trait à la musique de chœur. En revanche, toutes les autres musiques relèvent du nouveau vice-maître. Il devient maître de chapelle à la mort de Werner en 1766.
À partir de 1769, Haydn et ses musiciens s'installent définitivement au château d'Esterháza que le prince Nicolas entreprend d'édifier dès son avènement. Mais ils séjournent aussi et jouent dans les autres résidences de la famille, notamment à Vienne, aux palais de la Wallnerstraße et de la Kärntnerstraße. À la mort de Nicolas Ier, en 1790, son fils Paul-Anton (1738-1794) étant peu attaché à la musique, Haydn peut s'éloigner quelques années d'Esterháza et de Kismarton, séjours principaux de la famille princière. Il reprend un service plus régulier auprès du fils de Paul-Anton, Nicolas II (1765-1833), de son retour de Londres en 1795 à l'arrêt de sa carrière en 1802, se consacrant essentiellement, à la demande du nouveau prince, à la production de musique religieuse (messes, oratorios).
Pour assurer ses fonctions de maître de chapelle, Haydn dispose d'une troupe de chanteurs et d'instrumentistes de grand talent. Il dirige ses propres œuvres, mais aussi celles de ses contemporains, adapte de nombreux opéras italiens, compose des pièces spécifiques pour un type particulier de viole de gambe, le baryton, qui est l'instrument favori du prince Nicolas.
Durant les années passées au service des Esterházy, il écrit plus de cent symphonies (expérimentant dans ce domaine comme personne ne l'avait fait avant lui), des quatuors à cordes, concertos, sonates et pièces diverses pour clavier, opéras, divertissements et œuvres de musique sacrée. Rayonnant à partir des palais de la famille Esterházy, la célébrité de Joseph Haydn ne cesse de croître dans toute l'Europe, jusqu'à faire de lui le musicien le plus fêté et admiré du continent. Dès 1770, le prince l'autorise à diriger ses propres œuvres à Vienne. Dans les années 1780, Haydn reçoit des commandes directes et propose ses compositions en édition à Vienne, Paris et Londres.

### Succès et ascension de Haydn à Paris
Si Haydn devint un compositeur célèbre dans toute l'Europe, c'était grâce à son grand succès, obtenu à Paris en 1781. Joseph Legros, directeur du Concert spirituel depuis 1777, faisait jouer des symphonies de ce compositeur, mais très modestement. En 1781, manque de solistes virtuoses, le Stabat Mater de Haydn remplaça celui de Pergolèse, qui était toujours réservé au Vendredi saint. Son succès fut immédiat et immense. Non seulement ce Stabat Mater et ses symphonies devinrent les programmes réguliers du Concert spirituel mais il fut également proposé à Haydn que toutes ses futures compositions soient publiées, et bien entendu, son Stabat Mater. La publication de ce dernier fut effectuée à Paris, en 1785. Finalement, cet événement donna naissance aux six symphonies parisiennes n° 82 - 87, composées en faveur du comte d'Ogny Claude-François-Marie Rigoley à partir de 1785.

### Haydn et Mozart
C'est le ténor Michael Kelly qui décrit dans ses mémoires la séance de quatuors réunissant quatre interprètes (tous connus comme compositeurs) : Wolfgang Amadeus Mozart tenant la partie d'alto et Haydn au premier violon, auxquels s'étaient joints le baron Karl Ditters von Dittersdorf au second pupitre de violon et le musicien tchèque Johann Baptist Vanhal au violoncelle. La première rencontre attestée entre Haydn et Mozart eut lieu en 1784, mais il est possible qu'elle fût précédée d'autres.
Quoi qu'il en soit, les deux hommes, que vingt-quatre ans séparent, se lient d'amitié, et cette rencontre sera suivie d'autres jusqu'au départ de Haydn pour Londres. On ne trouve pas d'équivalent dans le domaine de la musique à cette relation faite de sentiments d'estime et d'admiration réciproques. Léopold Mozart, dans une lettre à sa fille Nannerl révèle les propos tenus par Haydn le 12 février 1785 à l'issue d'une séance de quatuor :

« Je vous le dis devant Dieu, en honnête homme, votre fils est le plus grand compositeur que je connaisse, en personne ou de nom, il a du goût, et en outre la plus grande science de la composition. »

De son côté, Mozart, en septembre 1785 dans la dédicace qu'il adresse à son aîné pour l'édition des six quatuors opus 10, reconnaît la part prise par Haydn dans ces nouvelles œuvres :

« À mon cher ami Haydn. Un père, ayant résolu d'envoyer ses fils dans le vaste monde, a estimé devoir les confier à la protection et à la direction d'un homme alors très célèbre et qui, par une heureuse fortune, était de plus son meilleur ami. Ainsi donc, homme célèbre et ami très cher, je te présente mes six fils (...) Toi-même, ami très cher, lors de ton dernier séjour dans cette capitale, tu m'as exprimé ta satisfaction. Ce suffrage de ta part est ce qui m'anima le plus. C'est pourquoi je te les recommande, en espérant qu'ils ne te sembleront pas indignes de ta faveur. Veuille donc les accueillir avec bienveillance et être leur père, leur guide et leur ami. De ce moment je te cède mes droits sur eux et te supplie de considérer avec indulgence les défauts que l'œil partial de leur père peut m'avoir cachés, et de conserver malgré eux ta généreuse amitié à celui qui t'apprécie tant, car je suis de tout cœur, ami très cher, ton très sincère ami. »

À l'imitation de Mozart, Haydn adhère en février 1785 à une loge maçonnique, ce qui à l'époque est compatible avec la foi catholique du compositeur. Mais contrairement à son jeune ami, cette adhésion ne semble pas avoir eu d'influence sur ses œuvres futures.
Mozart meurt pendant le premier séjour de Haydn à Londres. Ce dernier en est profondément affecté et écrit à Johann Michael Puchberg, un ami de Mozart :

« J'ai été longtemps hors de moi à la nouvelle de la mort de Mozart, et je ne pouvais croire que la Providence ait si vite rappelé dans l'autre monde un homme aussi irremplaçable. »

### Les tournées londoniennes

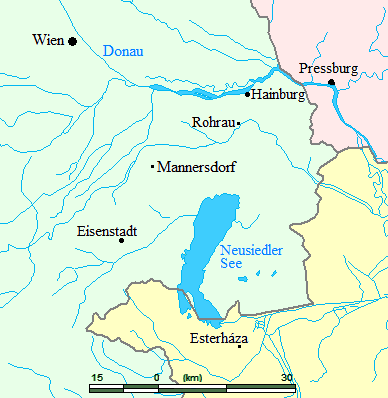
Les différents lieux où vécut Haydn, avant son voyage en Angleterre.

Le 28 septembre 1790, le prince Nicolas Ier Esterházy meurt à 77 ans. Son fils et successeur Anton congédie une grande partie des instrumentistes. Tout en maintenant le salaire de Joseph Haydn, il le libère de ses obligations de maître de chapelle. Le roi de Naples lui propose de le prendre à son service comme maître de chapelle, poste que Haydn refuse. Dès l'annonce du décès, Johann Peter Salomon, violoniste renommé, se précipite à Vienne et obtient l'accord de Haydn pour sa participation aux concerts londoniens qu'il organise chaque année. Depuis 1782, les organisateurs anglais espéraient une visite du compositeur. Mozart qui s'inquiétait pour son vieil ami essaya de le dissuader, alors que le baron van Swieten qui était intime avec les deux hommes, lui conseilla d'accepter. Haydn, qui n'avait jamais quitté les environs de Vienne entreprend ce long voyage et les deux hommes arrivent à Londres le 2 janvier 1791.
Haydn participe dans la salle de Hanover Square à douze concerts par souscription du 11 mars au 3 juin 1791 au cours desquels il crée quatre nouvelles symphonies (90e, 92e, 95e et 96e). En juillet, il se voit décerner par l'université d'Oxford le titre de docteur honoris causa. L'année suivante, le Professional Concert, concurrent de Salomon, après avoir essayé de débaucher Haydn, fait appel à son ancien élève Ignace Pleyel pour essayer de jouer de la rivalité entre les deux compositeurs. Les douze concerts prévus sont programmés dans la même salle du 17 février au 18 mai 1792. Contrairement aux craintes ou aux espoirs formulés ici ou là, il n'y eut pas d'animosité entre les deux compositeurs, chacun poussant la courtoisie à programmer des symphonies du « rival » dans ses propres concerts. Haydn y créera sa seule symphonie concertante pour répondre à celle de son élève.
De retour à Vienne en juillet 1792, Haydn prend comme élève Beethoven alors âgé de 22 ans. Ultérieurement les relations des deux hommes se dégradèrent au point que les leçons de contrepoint délivrées par Haydn furent dénigrées par Beethoven lui-même et certains auteurs. Il n'en reste pas moins que Beethoven bénéficia des conseils éclairés du modèle musical que représentait Haydn à cette époque. En janvier 1794, Haydn part pour une deuxième tournée à Londres laissant son jeune élève entre les mains d'Albrechtsberger. Il emmène avec lui son copiste Johann Elssler dont la fille Fanny fera plus tard une belle carrière de ballerine.
La première série de concerts a lieu de nouveau au Hanover Square du 10 février au 12 mai 1794. À l'issue de cette première série de concerts, Haydn apprit que le prince Nicolas II Estérhazy avait décidé de reconstituer son orchestre. Haydn, qui continuait à bénéficier de son poste de maître de chapelle, prolongea son séjour d'un an en Angleterre, acte d'une indépendance nouvellement acquise. L'année suivante, les difficultés financières dues à la poursuite du conflit entre la France et l'Angleterre amènent Salomon à fusionner sa troupe avec celle de l’Opéra Concert dirigé par le célèbre violoniste Viotti. Les représentations ont lieu au King's Theatre et sont réduites à neuf du 2 février au 18 mai 1795. Mais devant le succès de ces représentations, deux séances supplémentaires sont organisées les 21 mai et 1re juin. Au cours de ces deux années, Haydn crée de nombreuses œuvres originales et notamment les six dernières symphonies londoniennes. Lorsque Haydn quitte définitivement l'Angleterre en août 1795, il est considéré comme « le plus grand compositeur vivant ».

### Les dernières années
À son retour, Haydn a affaire à un nouveau prince, Nicolas II Esterházy (1765-1833), le fils d'Antoine décédé quelques jours après le départ du compositeur pour Londres. Nicolas II n'apprécie ni l'homme, ni sa musique. Il laisse donc son maître de chapelle disposer de son temps et n'exige de lui qu'une messe par an de 1796 à 1802.
Haydn réside donc le plus souvent dans sa maison de Gumpendorf (arrondissement de Mariahilf) qu'il vient d'acheter et, plus disponible, participe à Vienne à des concerts par souscription, et couronne sa carrière par une série de neuf quatuors à cordes très innovants. Impressionné par l'audition à Londres des œuvres de Haendel, il s'attache à la composition de ses deux oratorios : La Création (1798) et Les Saisons (1801).

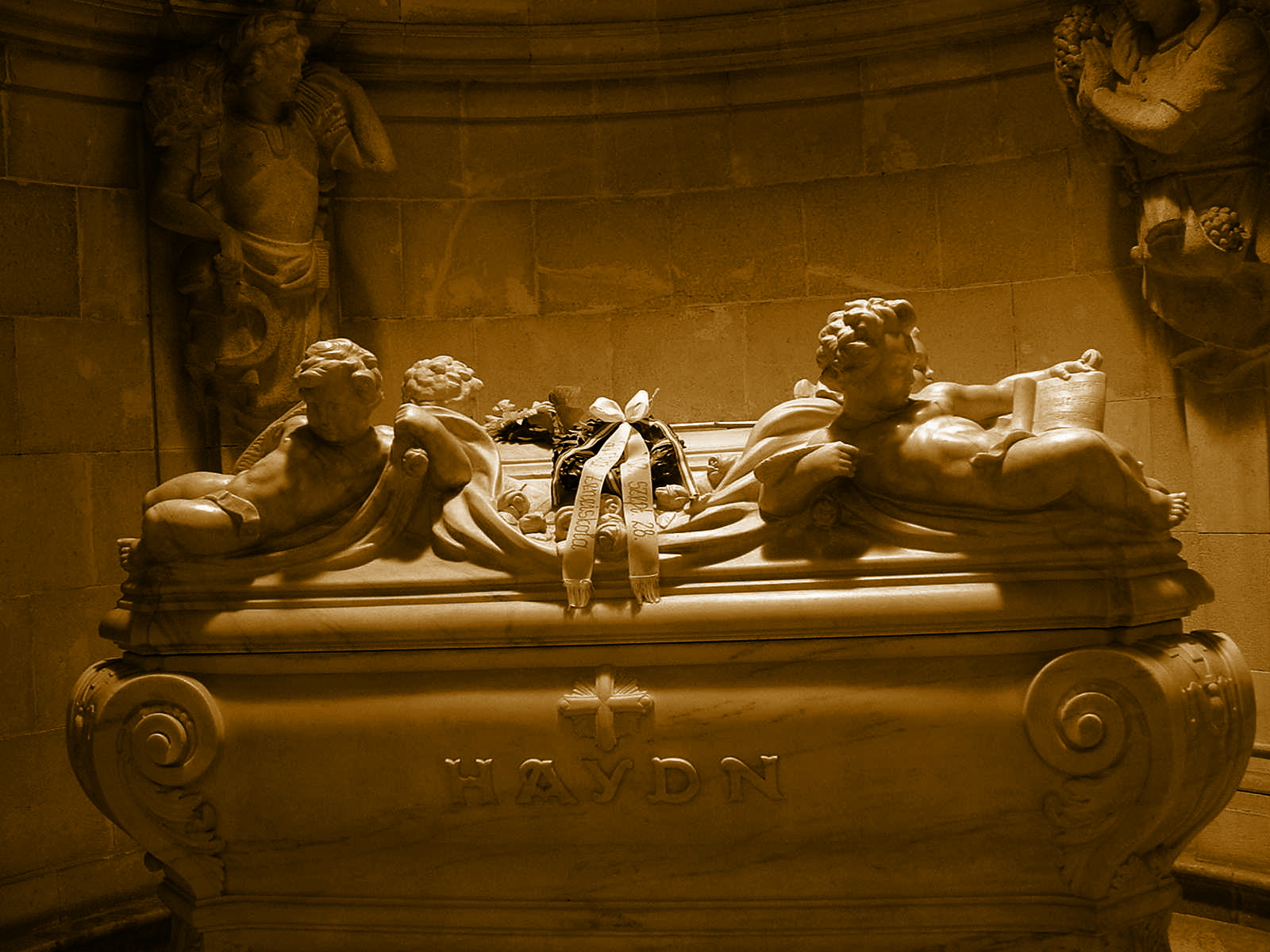
Tombeau de Joseph Haydn à Eisenstadt.

En janvier 1804, sur la recommandation de Haydn, le prince Esterházy confie à Hummel la direction de sa musique. Hummel devient donc Kapellmeister (littéralement : maître de chapelle, mais en allemand le mot peut avoir un sens plus large). Le prince a la courtoisie de conserver ce titre pour Haydn de manière honorifique, jusqu'au décès de ce dernier en 1809. Hummel dédiera à Haydn l'année suivante sa sonate pour piano opus 13. En janvier 1805 la mort de Haydn est annoncée par des notices nécrologiques à Paris et à Londres avant d'être démentie.
Très affecté par le décès de ses frères Johann en 1805 et Michael en 1806, Joseph Haydn ne compose plus. Fatigué et malade, il laisse inachevé son dernier quatuor opus 103. Sa dernière apparition à un concert public a lieu le 27 mars 1808 pour une dernière audition de La Création sous la direction d'Antonio Salieri. Les dernières années, de nombreux compositeurs et musiciens font le pèlerinage jusqu'au domicile de Haydn, émus ou simplement curieux de rendre une dernière visite au vieux maître. Il décède le 31 mai 1809 pendant l'occupation de Vienne par les troupes napoléoniennes. Napoléon envoie cependant un détachement pour lui rendre hommage lors de son enterrement. Deux semaines après son décès, le 15 juin 1809, un service funèbre lui fut rendu dans la Schottenkirche, où fut joué le Requiem de Mozart.
Une plaque dans le Parc Haydn à Vienne indique que les restes du compositeur furent rapatriés à l’église du Calvaire d’Eisenstadt le 6 novembre 1820.
Le crâne de Haydn, subtilisé quelques jours après sa mort, rejoignit le reste du corps en 1954, à l’issue d’un parcours rocambolesque. Lors de l'exhumation du corps en 1820, on constata l'absence de la tête de Haydn. Nicolas II Esterházy diligenta une enquête qui révéla qu'un fonctionnaire impérial, aidé d'un employé du prince, tous deux adeptes de la phrénologie, théorie pseudo-scientifique inventée par Franz Joseph Gall, avaient soudoyé le fossoyeur pour récupérer le crâne afin de l'étudier. Les deux hommes restituèrent un faux. Le vrai crâne de Haydn fut récupéré en 1839, à la mort du dernier possesseur, par la Société des amis de la musique, et exposé dans une vitrine du Musée de la Ville de Vienne jusqu'en 1954, date à laquelle il rejoignit le reste du corps dans le mausolée édifié entre-temps en 1932.

## L'homme, son caractère
Physiquement, Haydn était de petite taille, à cause vraisemblablement de la sous-alimentation subie dans sa jeunesse. Il avait été victime de la variole et son visage était marqué par les cicatrices habituelles de la maladie. Lui-même ne se trouvait pas beau. Il souffrit toute sa vie d’un polype nasal qui le handicapait parfois dans ses activités.

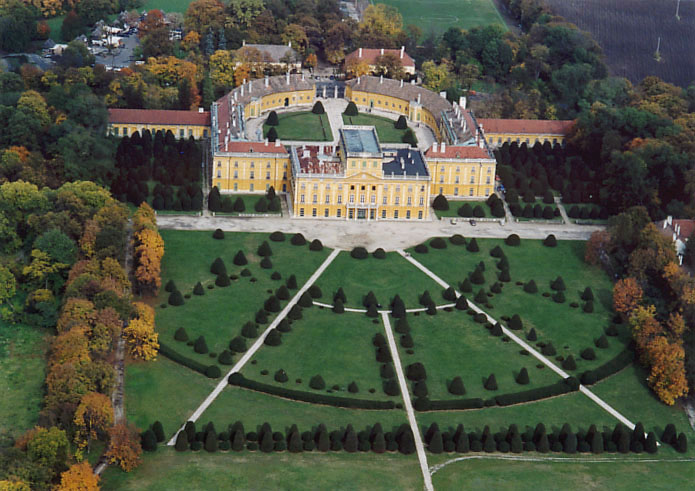
Le château Eszterházy de Fertőd où joua souvent Joseph Haydn.

De caractère débonnaire, toujours de bonne humeur et aimable, Haydn, par sa position, devient le médiateur entre le prince Esterházy et les membres de l’orchestre. Il s’attache à protéger ses musiciens, à réduire les tensions avec leur employeur et les assister dans leur vie privée. L’anecdote de la symphonie des Adieux (1772) est caractéristique du caractère protecteur de Haydn et de son sens des relations humaines. Au dernier mouvement, les musiciens cessent de jouer un par un et quittent la scène ne laissant que le chef d’orchestre et le premier violon terminer l’œuvre. Haydn signifiait ainsi au prince que ses musiciens fatigués avaient besoin de repos. Selon une autre interprétation, Haydn s’élevait ainsi contre l’intention du prince de dissoudre l’orchestre.
Les membres de l’orchestre l’appelèrent familièrement « papa Haydn », terme affectueux qu’adopta également Mozart. La postérité gardera cette expression en faisant référence aux titres de « père de la symphonie » ou « père du quatuor à cordes » avec plus ou moins de déférence ou de dérision selon les cas. Les relations amicales qu’il entretenait avec ses musiciens l’amenèrent à être maintes fois témoin de leur mariage ou parrain de leurs enfants, dont certains firent une carrière musicale que Haydn ne manqua pas de suivre avec intérêt, tel Joseph Weigl.
Même si sa formation générale n’a pas été poussée, Haydn eut l’intelligence d’éluder la susceptibilité et la jalousie du maître de chapelle Werner et de gagner, par son génie musical, mais aussi par son entregent, le respect du prince. Au regard des premières années difficiles, il apprécia la stabilité financière que lui offrait sa position. Sur le plan pécuniaire, il sut d’ailleurs gérer au mieux ses intérêts, obtenant de la part des princes successifs de substantielles augmentations de salaire. Il sut aussi faire preuve de roublardise dans les relations avec ses éditeurs : ses deux voyages à Londres lui rapportèrent une petite fortune.
Sans être très pieux, Haydn resta toute sa vie un catholique sincère. Son adhésion à la loge maçonnique « La Vraie Concorde » de Vienne, le 11 février 1785, se place dans le contexte de tolérance prévalant sous le règne de Joseph II. À cette époque, la franc-maçonnerie, tout entière déiste, était parfaitement compatible avec les appartenances aux diverses « religions du Livre », et les évêques eux-mêmes fréquentaient les loges où se rendait aussi une bonne partie de l’aristocratie et près de 80 % de la haute bureaucratie de l’Empire. Toutefois son adhésion resta purement formelle, car Haydn n’obtint que le grade d’« apprenti » et ne participa jamais aux activités de sa loge. Contrairement à Mozart, Haydn n’écrivit pas de musique à symbolique explicitement maçonnique. Certains commentateurs estiment toutefois que la « lumière » dont il est question dans la Création est une allusion maçonnique.
Le service des princes Eszterházy pendant une trentaine d’années, s’il mit Haydn à l’abri de tout souci matériel, contribua aussi à isoler le compositeur. Nicolas II s’opposa aux projets de voyage dans les années 1780 à Londres ou Paris. Il n’aimait pas Vienne et résidait le plus souvent dans son château Eszterházy à Fertőd, imposant à Haydn et à ses musiciens un relatif isolement dans l’hôtel particulier où il les hébergeait, certes confortablement, mais loin des grands centres de la vie musicale de l’époque. Haydn s’en plaignait parfois, mais déclarait philosophiquement dans son autobiographie de 1776 :

« Placé à la tête d'un orchestre, je pouvais me livrer à des expériences, observer ce qui provoque l'effet ou l'amoindrit et par suite, corriger, ajouter, retrancher, en un mot oser ; isolé du monde, je n'avais auprès de moi personne qui pût me faire douter de moi ou me tracasser, force m'était donc de devenir original. »

## Vie privée

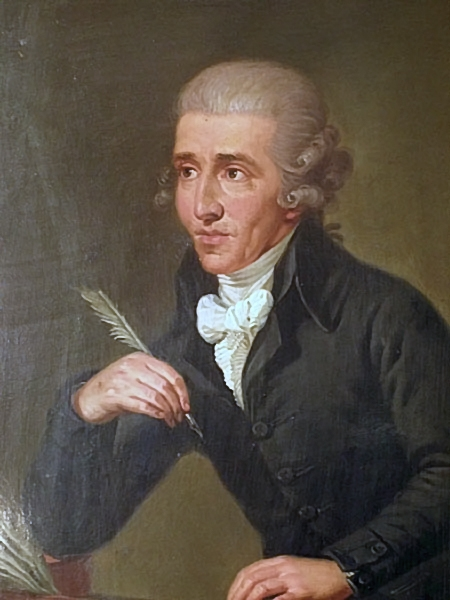
Portrait par Ludwig Guttenbrunn (vers 1770).

Le premier amour de Haydn est malheureux. Celle qui en est l'objet, Thérèse Keller (1733-1819), influencée par ses parents, prend le voile en 1755 sous le nom de sœur Josepha. Lors de la cérémonie de prononciation des vœux le 12 mai 1756, Haydn dirige sa propre musique : le concerto pour orgue (Hob. XVIII.1) et le Salve Regina (Hob. XXIIIb.1).
Le mariage avec Anna Keller, sœur de Thérèse, est un échec. L'épouse est dominatrice, acariâtre et jalouse, mais surtout déteste la musique et ne s'intéresse pas aux activités de son mari. Sans enfant, le couple vit la plupart du temps séparé, sans s'occuper de fidélité conjugale. Anna eut, semble-t-il, une aventure avec le peintre Ludwig Guttenbrunn qui fit le portrait de son mari à Eisenstadt. Elle décède le 20 mars 1800 à Baden près de Vienne.
Haydn a de son côté un certain nombre d'aventures avant de rencontrer Luigia Polzelli. Soprano assez médiocre, elle arrive à Esterhaza en 1779 avec son mari, violoniste, et son fils Pietro, âgé de deux ans. Entre Luigia et Haydn s'établit une relation amoureuse qui dure dix années, jusqu'au départ de la chanteuse pour l'Italie en 1790. Cependant Haydn n'est pas dupe des qualités vocales de sa maîtresse, et en dehors de la création du rôle de Silvia dans L'Isola disabitata, il ne lui confie que des rôles secondaires. Luigia a un deuxième fils, Antonio, né en 1783. Haydn aide financièrement Luigia, insatiable sur ce point, et s'occupe de l'éducation musicale de Pietro et d'Antonio.
C'est en juin 1789 que débute l'échange de correspondances entre Haydn et Marianne von Genzinger, pianiste amateure et épouse du médecin personnel de Nicolas le Magnifique. Les Genzinger tiennent à Vienne un salon musical que fréquentait Haydn, ainsi que Mozart. En 1790 Haydn dédie à Marianne von Genzinger l'une de ses plus belles sonates pour piano (Hob. XVI/49). Les relations épistolaires, très émouvantes de ton, laissant entrevoir une affection sincère et platonique, au moins du côté de Haydn, durent jusqu'au décès prématuré de Marianne en 1793. 
En juin 1791, lors de son premier séjour à Londres, Haydn fait la connaissance de Rebecca Schroeter, veuve d'un compositeur. Il engage une relation sentimentale qui se poursuit au cours du second séjour. C'est en tout cas ce que semble démontrer la dédicace qu'il fait à son amie en octobre 1795 pour l'édition londonienne des trois trios pour piano, violon et violoncelle no 38-40, alors qu'il a quitté définitivement l'Angleterre.

## Ses élèves
Haydn avait donné des leçons de clavecin dans les années difficiles pour des raisons alimentaires. Dans les années passées au service de la famille Estérhazy, ses fonctions de vice-maître, puis de maître de chapelle l'amènent à prodiguer des conseils en matière de composition aux musiciens de l'orchestre. Il a également quelques élèves qui deviennent célèbres. Vers la fin de sa vie, sa renommée grandissant et Haydn étant plus indépendant, les leçons sont une source de revenus appréciable.
Parmi ses élèves, il faut citer :
- Marianne de Martines à l'âge de dix ans dans les années 1750-51 ;
- la comtesse Maria Wilhelmine Thun (1744-1800) à la même époque ;
- Robert Kimmerling (1737-1799) dans les années 1760/61; bénédictin, il devint directeur de musique à l'abbaye de Melk ;
- Abund Mikysch (1733-1782) au début des années 1760; il fut chef de chœur à Vienne et Graz ;
- Jean-Baptiste Krumpholtz, harpiste chez les Estérhazy jusqu'en 1777 ;
- Ignace Pleyel à Eisenstadt dans les années 1772-1774. Pleyel lui dédia ses six quatuors opus 2, publiés en 1784 ;
- Antonín Kraft à partir de 1777, un des plus grands violoncellistes de son temps ;
- Paul Wranitzky à partir de 1783; il dirigea la première de l'oratorio La Création ;
- Anton Wranitzky frère du précédent; il devint chef d'orchestre du Theater an der Wien en 1814 ;
- Francesco Tomich dans les années 1780. Il dédia trois sonates à son maître ;
- George Bridgetower (probable)
- Peter Hänsel en 1792-93 en même temps que Beethoven ;
- Paul Struck de 1796 à 1799, membre de l'Académie royale de musique de Suède ;
- Sigismund Neukomm de 1797 à 1804, après avoir étudié avec son frère Michael ;
- Franciszek Lessel à partir de 1799, de nationalité polonaise; il fit une carrière de concertiste ;
- Johann Spech vers 1800 qui fit une carrière musicale en Hongrie ;
- Friedrich Kalkbrenner vers 1803, sans doute son dernier élève ;

Haydn a influencé bien d'autres compositeurs qui, à l'instar de Mozart pour les six quatuors de l'opus 10 ou de Beethoven pour les trois premières sonates pour piano, lui ont dédicacé l'une de leurs œuvres.

### Le cas Beethoven

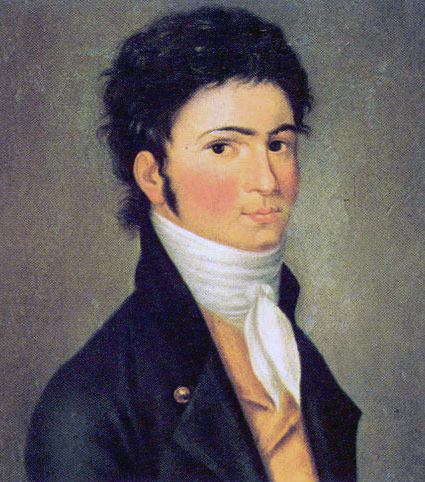
Ludwig van Beethoven en 1801.

Haydn fait la connaissance de Beethoven en juillet 1792 à Bonn, à l'occasion de son premier retour de Londres. Beethoven lui présente sa Cantate sur la mort de l'empereur Joseph II, et sur la recommandation du Prince-Électeur de Cologne, alors employeur du jeune compositeur, Haydn accepte de le prendre comme élève. Il est souvent fait référence au mot que le comte Waldstein écrivit dans l'album d'hommages remis à Beethoven la veille de son départ pour Vienne en octobre 1792 :

« Vous allez maintenant à Vienne réaliser des souhaits depuis longtemps exprimés. Le génie de Mozart est encore en deuil et pleure la mort de son disciple. En l'inépuisable Haydn il a trouvé un refuge, mais non une occupation ; par lui, il désire encore une fois s'unir à quelqu'un. Par une application incessante, recevez l'esprit de Mozart des mains de Haydn. »

En dehors de l'analyse des relations entre les deux hommes qui deviennent, selon l'expression de Marc Vignal « quasi freudiennes », ou selon celle de Robbins Landon « ambivalentes et morbides », c'est non seulement la qualité, mais aussi la réalité de cet enseignement qui ont été l'objet de longues controverses. Celles-ci reposent essentiellement sur les propos tenus par le compositeur Johann Schenk dans son autobiographie parue après la mort de Beethoven. Schenk aurait pallié les défaillances du maître en donnant secrètement des leçons de contrepoint à Beethoven. En réalité, Haydn était très occupé par la composition des symphonies qui devaient être prêtes pour son deuxième voyage à Londres. Dans le cadre d'une relation classique de maître à élève, lorsque le premier encore actif n'a pas vocation à enseigner à plein temps, Haydn a dû prodiguer ses directives et conseils à grands traits laissant à l'élève le soin de traduire ceux-ci dans la mise en œuvre. Eu égard à la qualité artistique des deux hommes, il ne s'agissait pas d'étudier la grammaire musicale. Il est certain que Beethoven, présent à Eisenstadt auprès de Haydn pendant l'été 1793, a plus bénéficié de l'exemple direct sur la façon de générer un processus créatif. Haydn entreprend son deuxième voyage à Londres en janvier 1794, et après avoir hésité à emmener Beethoven avec lui, confie son élève à son vieil ami Albrechtsberger.
En réalité, les relations entre Haydn et Beethoven s'embrouillent au retour de Londres, lorsque les deux compositeurs sont perçus comme des rivaux. Dès 1796-1797, ils sont programmés dans les mêmes concerts. Selon l'habitude de l'époque, les élèves de Haydn apportent au maître quelques compensations à l'enseignement (direction des œuvres, transcriptions pour piano ou petit ensemble), ce que Beethoven refuse toujours, de même qu'il refuse d'inscrire la mention « élève de Haydn » dans les éditions de ses premiers ouvrages. Si, à travers de nombreux billets et lettres de Beethoven lui-même, ce dernier estime « ne rien avoir appris de Haydn » en termes de composition, il témoigne plus ouvertement de ses liens avec le maître lorsque celui-ci cesse de composer, et bien davantage après sa mort en 1809.

## Contexte politique, social et musical
Le statut social du musicien, compositeur ou interprète au XVIIIe siècle est une position ancillaire. Il est le plus souvent au service d'une chapelle princière ou ecclésiastique. Il porte la livrée et se trouve soumis au bon plaisir du prince. Le grand Johann Sebastian Bach fit de la prison au début du siècle pour avoir voulu quitter son employeur.
C'est la situation dans laquelle se trouve Haydn et la plupart de ses contemporains. Mozart, musicien indépendant après ses démêlés avec l'archevêque Colloredo et Beethoven soutenu financièrement par des aristocrates mécènes font figures d'exception.
Toutefois diverses tendances du siècle vont ébranler les strates sociales et conférer à l'artiste en général une position plus indépendante :
- le foisonnement intellectuel du siècle des lumières remet en cause le principe du monarchisme dominant des siècles précédents. Les chapelles d'aristocrates sont d'un coût élevé et vont peu à peu disparaître ;
- l'avènement de classes moyennes bourgeoises crée un nouveau public friand de divertissements. L'enseignement de la musique se généralise auprès de ces nouvelles couches sociales entraînant la multiplication d'amateurs éclairés. Entre 1775 et 1815, une nouvelle culture musicale bourgeoise remplace progressivement l'ancienne culture de cour et d'église[13]. Haydn profitera de cette évolution pour acquérir l'indépendance artistique sans avoir à couper, comme Mozart, les liens matériels avec ses anciens maîtres.

Ainsi se créent des nouveaux lieux de diffusion de la musique où un public payant vient écouter des œuvres qu'il n'a pas lui-même commandées : Collegium Musicum de Telemann en 1701, le Concert spirituel de Philidor à Paris en 1725, les concerts Abel-Bach à Londres en 1764. À Vienne, ville plus conservatrice, la Société des Musiciens (Tonkünstler-Societät) ne fut fondée qu'en 1771 par Gassmann
L'édition musicale se développe permettant une diffusion des œuvres qui sont jouées dans des salons musicaux (créés sur le modèle des salons littéraires) ou dans l'intimité des maisons bourgeoises du fait de l'accessibilité des instruments produits en plus grand nombre et notamment le pianoforte.
Ces évolutions ne seront pas sans effet sur le style et les formes de musique. L'intérêt porté à la musique de chambre en est la démonstration.

### Relations avec la famille impériale
Toute l'existence de Joseph Haydn, hormis son double séjour à Londres, se déroule autour de Vienne dans un État plurinational dominé par la maison des Habsbourg-Lorraine. Il connaîtra quatre monarques successifs :
- Marie-Thérèse, « roi » de Bohême et de Hongrie, fille de l'empereur Charles VI, elle affronta courageusement les puissances européennes et fit élire son mari empereur de ce qui est alors le Saint Empire romain germanique. Son règne s'étend sur 40 ans (1740-1780) ;
- Joseph II, son fils, succède à son père en tant qu'empereur en 1765 puis à sa mère sur les terres de la Maison d'Autriche de 1780 à 1790; Il lui fut néanmoins associé dès son couronnement en tant qu'empereur;
- Léopold II, frère du précédent qui lui succéda pour un court règne (1790-1792), mais qui passa l'essentiel de sa vie en Italie en tant que grand-duc de Toscane ;
- François II,  le fils du précédent, qui survécut à Haydn.

Comme toute maison princière, les membres de la maison impériale avaient reçu une éducation musicale, certains jouant d'un instrument en amateur, et se comportaient en mécènes officiels en consacrant des moyens au développement de la chapelle impériale. Leurs goûts en matière de musique avaient donc une certaine importance.
Politiquement Marie-Thérèse se méfiait de l'émergence de la Prusse de Frédéric II. Elle est plus attentive à ses possessions italiennes. La culture italienne est donc omniprésente à Vienne où séjournent de nombreux compositeurs, musiciens et chanteurs. Que ce soit sous la forme de l'opéra seria, puis de l'opéra buffa, le style et la langue italienne dominent les scènes viennoises. En dépit d'une symphonie intitulée Marie-Thérèse (no 48) qui est dédiée à l'impératrice et d'une invitation de cette dernière à la troupe de Haydn de se produire à Vienne, sa préférence allait vers les compositeurs italiens.
Joseph II apprécie l'opera-bouffa; mais il est plus germanophone et son influence permettra l'adoption à Vienne du Singspiel qui était déjà en usage en Allemagne du Nord. Toutefois, si le nouvel empereur offrit à Mozart un poste très subalterne, il semblait peu goûter sa musique, ainsi que celle de Haydn. Il faut noter que les réformes en matière religieuse de Joseph II l'amenèrent à préconiser une musique d'Église dépouillée et plus austère. Haydn interrompit de fait la composition de ses messes de 1782 à 1796.
Les deux autres empereurs, plus préoccupés par les guerres napoléoniennes, n'eurent que peu d'influence sur l'évolution musicale. Toutefois c'est à François II que fut dédié l'hymne autrichien Gott erhalte composé par Haydn en 1797. La femme de François II, l'Impératrice Marie-Thérèse, fit par ailleurs représenter en privé les deux derniers oratorios du compositeur qu'elle chanta elle-même.

## Parcours artistique

### Les influences
En dehors des quelques leçons glanées auprès de Porpora, Haydn est un autodidacte de la musique. Il étudie dans le « Gradus ad Parnassum » de Fux et le « Der Vollkommene Kapellmeister » de Mattheson. Ses premières compositions datent de 1750 (année de la mort de Bach) et le jeune Haydn baigne dans le milieu musical viennois du baroque finissant, imprégné par les œuvres de Fux et Caldara. Les musiciens en vogue à Vienne sont alors Bonno, Holzbauer, Gluck, Wagenseil, Monn. Ils sont à la recherche d'un nouveau style se substituant au baroque et versant plus ou moins dans la « galanterie ». Haydn se retrouve dans ce courant en concurrence avec ses exacts contemporains Aspelmayr, Gassmann, Ordóñez, Albrechtsberger, Ditters et quelques autres.
Des musicologues des XIXe et XXe siècles évoqueront les compositions préclassiques de Johann Stamitz et l'École de Mannheim, plus en relation cependant avec Paris que Vienne, ou encore l'influence de Sammartini et des nombreux compositeurs italiens présents alors dans la capitale autrichienne. L'approfondissement de l'opéra-bouffe italien sera également essentiel dans la formation du style classique.
Il ne faut surtout pas oublier l'influence certaine qu'ont pu exercer les œuvres de Carl Philipp Emanuel Bach, influence reconnue par Haydn lui-même.

### L'expérimentation

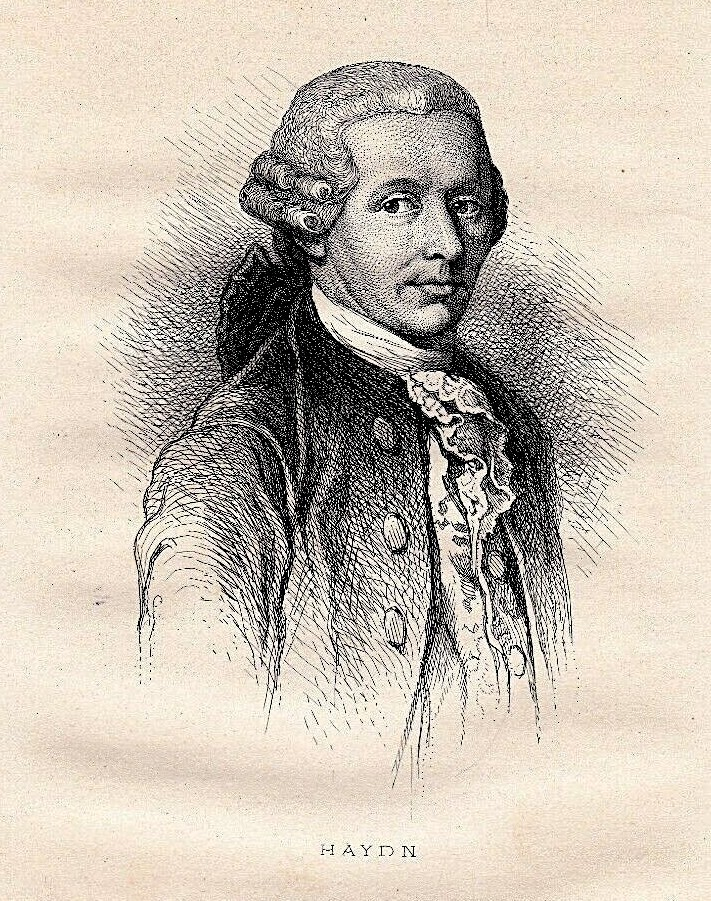
« Joseph Haydn - Compositeur musique baroque de Autriche Rohrau ». Eau-forte de France, 1878

Les décennies 1750 et 1760 constituent une phase transitoire entre le dernier baroque et le style classique de maturité. C'est la période au cours de laquelle l'absence de style intégré et les incertitudes rythmiques amènent le jeune Haydn à expérimenter dans des genres très divers, et notamment dans la musique instrumentale.
Si les deux premières œuvres que Marc Vignal situe dès 1748–49 sont des messes brèves, la musique religieuse échappe à Haydn jusqu'au décès de Werner en 1766. L'essentiel des opéras programmés à Eisenstadt sont des œuvres d'autres compositeurs qu'Haydn adapte ou modifie en incorporant quelques-unes de ses mélodies. Trois seuls opéras sont de son cru : Acide, La Canterina et Lo Speziale.
C'est donc surtout dans des formations de musique de chambre que s'exerce la recherche d'un style : divertimentos, notamment pour instruments à vent, trios ou duos pour cordes, trios pour claviers. Haydn composera toute sa vie des trios pour clavier, mais abandonnera rapidement les autres genres. Les œuvres pour baryton, composées pour le plaisir du prince, sont aussi un moyen pour Haydn d'assimiler et transformer le contrepoint baroque.
De nombreuses sonates pour clavier voient aussi le jour dans un style proche de Wagenseil, ainsi que les seuls concertos pour violon ou violoncelle de la main du compositeur. Mais c'est dans le domaine de la symphonie que Haydn va le plus expérimenter. Une quarantaine de symphonies datent d'avant 1770, dont quelques-unes sont des symphonies d'église. Le seul cycle du compositeur concerne les symphonies Matin, Midi et Soir (1761) encore proches des concertos grossos par la présence continue d'instruments solistes. Ce cycle est considéré comme le premier chef-d'œuvre de l'histoire du genre.
Haydn a abordé très tôt (1757–1760) le quatuor à cordes : les dix dits de Fürnberg. Ils sont proches du divertimento avec cinq mouvements intercalant un double menuet. Haydn ne reprendra ce genre qu'après 1770.

### Sturm und Drang
Il n'y a pas de réelle rupture entre les deux périodes. Dans les dernières années 1760, le style de Haydn se consolide. La structure en quatre mouvements des symphonies et les relations entre ceux-ci sont déjà maîtrisées.
Le Sturm und Drang (« Orage et Passion ») est d'abord un mouvement littéraire allemand pré-romantique prônant la supériorité des sentiments à la rationalité. Il est transposé sur le plan musical dans certaines œuvres de Gluck et des fils Bach et deviendra un phénomène typiquement viennois dans la période 1768-1772, qui culmine dans les années 1770-1772. Outre Haydn, il apparaît notamment chez Vanhal et Mozart (no 25 en sol mineur). Il n'aura toutefois pas la même attractivité que le mouvement littéraire.
Au cours de cette période le « style de Haydn devient d'une âpreté dramatique et d'une impétuosité émotionnelle sans la moindre sensiblerie ». Il compose alors les seules cinq symphonies dont les mouvements extrêmes sont en mode mineur : la 26e (Lamentations), la 39e, la 44e (Funèbre), la 49e (La Passion) et la 52e. Même dans ses œuvres en majeur le discours pré-romantique est soutenu par des procédés de clair-obscur, de sonorités voilées (sourdine) ou par des rythmes farouches, de grands intervalles, etc.
Abandonnés depuis dix ans, Haydn compose aussi trois séries de six quatuors à cordes entre 1770 et 1772 : les opus 9, 17 et 20. S'éloignant du divertimento, il utilise la coupe en quatre mouvements expérimentée dans les symphonies et y perfectionne la forme sonate. Haydn signe là la naissance du quatuor classique. Ces œuvres ne sont pas le résultat d'une commande du prince ou de quelque éditeur éclairé. Ils correspondent à une exigence propre du compositeur de développer de tels moyens d'expression. Cette place particulière du quatuor à cordes sera une constante dans la carrière de Haydn.
Haydn ne compose qu'un seul opéra Le Pescatrici au cours de ces années, quelques sonates parmi la cinquantaine qu'il a consacrée au clavier, mais aucun concerto, ni trio pour clavier. En revanche, en tant que maître de chapelle il composa des œuvres religieuses, notamment la Missa Sanctae Caeciliae connue aussi sous le nom de Missa cellensis, messe-cantate, la plus vaste des messes du compositeur et qui conserve des traits archaïsants du style d'église.

### Retour à l'opéra
Après 1772, Haydn met fin brusquement à cette expérience pré-romantique. Plus porté sur la musique pure, il a pu estimer que ses œuvres récentes conduisaient à une impasse. Il est certain que la volonté de Nicolas II Esterhazy joua un rôle. Sa passion pour le baryton se reporta sur l'opéra-bouffe italien. L'ouverture du palais d'Estérhaza date de 1769 et le prince y organise des saisons de plus en plus prolongées. Il exige de son maître de chapelle une centaine de représentations chaque année. Outre ses propres ouvrages, Haydn doit employer une grande activité pour adapter, monter, voire remplacer des airs par d'autres de son cru, comme l'admet la coutume de l'époque, des opéras de ses contemporains : Anfossi, Traetta, Sarti, Piccinni, Grétry, Paisiello, Cimarosa.
Sans mettre en cause sa qualité musicale, certains musicologues pensent que le chant n'est pas chez Haydn un mode d'expression naturel. La musique reste rebelle à l'émotion selon la conception romantique. Toutefois Haydn fit jouer à Vienne avec succès son vaste oratorio Il ritorno di Tobia qu'il modifia pour les reprises quelques années plus tard.
Haydn réduit sa production instrumentale : peu de symphonies, aucun quatuor, ni trio pour clavier. Sous l'influence de l'opéra et pour plaire au prince, ses œuvres symphoniques et ses sonates pour piano adoptent un style plus simple, une ligne plus mélodique avec des variations ornementales. Cette expérience galante ne sera pas inutile pour la synthèse que réalisera Haydn lors des deux décennies suivantes. Le compositeur ne compose aucun concerto, pourtant considéré comme un genre typiquement galant et virtuose.

### Mozart, Haydn. Destins croisés

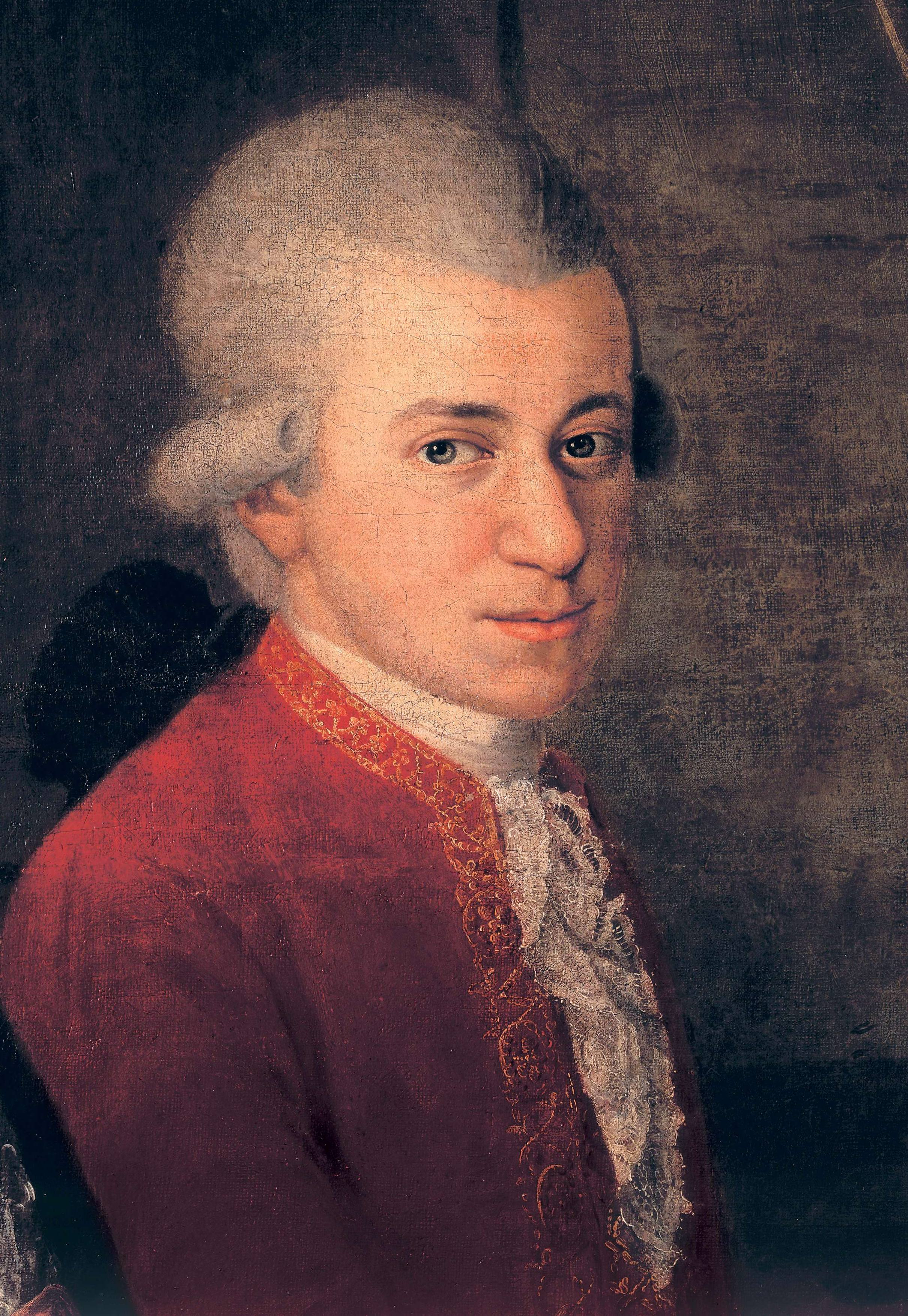
Mozart vers 1781.

Libéré par le prince, sinon de la direction, du moins de la production d’opéras italiens, Haydn peut de nouveau se consacrer à la composition d’œuvres instrumentales sur commande cette fois d’institutions ou de personnalités extérieures à la chapelle. C’est le cas notamment des symphonies parisiennes (1785-1786), commandes du Concert de la Loge olympique, des Sept dernières paroles du Christ en croix (1787), commande de l’archevêque de Cadix ou encore du deuxième concerto pour violoncelle écrit pour Antonín Kraft.
La décennie 1780 est celle de la haute maturité de Haydn ainsi que celle de Mozart ce qui confère d’autant plus d’intérêt à leur rencontre qui a lieu, au plus tard, en 1784. Les deux compositeurs avaient certes connaissance de leurs œuvres respectives antérieures. Ainsi le fameux cycle des quatuors russes (opus 33) écrit en 1781 a inspiré à Mozart les Quatuors dédiés à Haydn.
Il est indéniable que Mozart a bénéficié de l’expérience de son aîné. À l’inverse, la confrontation avec son talentueux cadet était un défi dans lequel Haydn aurait pu se perdre. En fait, il y eut influence réciproque mais sans diluer les personnalités respectives, chacun conservant et même renforçant son originalité. S’il y eut emprunt de motifs ici et là, ce fut davantage le cas de Mozart, Haydn rendant cet hommage après sa mort. D’ailleurs une certaine spécialisation dans les genres excluait toute concurrence : Haydn excellant dans la symphonie, le quatuor à cordes et plus tard l’oratorio, Mozart dans l’opéra et le concerto pour piano.
Entre 1787 et 1790, Haydn compose 18 quatuors (opus 50, 54/55 et 64), production intense d'une complexité accrue.

### Période londonienne
Pour les séries de concerts londoniens, Haydn va composer douze symphonies en quatre ans, toutes des chefs-d'œuvre. En dépit de la redécouverte des symphonies Sturm und Drang et des Parisiennes, elles restent les plus jouées et enregistrées aujourd'hui. Par leurs sonorités, elles s'éloignent des partitions précédentes (1787-1790) qui étaient plus proches de Mozart. Selon Marc Vignal, ces œuvres « réalisent une synthèse de plus en plus réussie d'éléments et de sentiments extrêmes : virtuosité orchestrale, profondeur, liberté souveraine de forme, cohérence et esprit d'aventure ». Après Londres, Haydn abandonnera le genre.
Haydn découvre à Londres les pianofortes anglais plus puissants que leurs homologues viennois. Il s'ensuivra d'intéressantes productions pour sonates (les trois dernières du compositeur) et trios pour clavier. En dehors d'autres compositions de circonstance, il faut souligner l'originalité des nombreuses canzonettes anglaises et écossaises mis en musique par le compositeur.
Lors de l'intermède viennois, le compositeur revient à un genre qui occupe une grande partie de sa production de sa période de maturité avec les quatuors de l'opus 71/74. Composés à Vienne, ils étaient destinés au public anglais de sa deuxième tournée.

### Derniers feux
De retour au service de Nicolas II Esterhazy, ce dernier ne lui commandera qu'une messe par an. Haydn a été impressionné lors de son séjour londonien par les oratorios de Haendel. Il va consacrer ces dernières années à deux oratorios : La Création et Les Saisons. Cela ne l'empêchera pas d'innover encore dans les derniers quatuors, de composer un de ses rares concertos, cette fois-ci pour trompette, et d'écrire sur le modèle anglais un hymne autrichien, le Gott, erhalte Franz den Kaiser.

## Postérité
Assez tôt, les œuvres de Haydn sont diffusées et jouées dans les cours princières et ecclésiastiques. À partir des années 1770, il acquiert une célébrité qui va bien au-delà du milieu viennois. Ses œuvres sont alors diffusées notamment en France et en Angleterre et, à un degré moindre, en Italie. Seule l'Allemagne du Nord est réticente au nouveau style révélé par le compositeur. Les organisateurs de concerts à Paris et à Londres lui adressent des commandes. Des éditeurs sur toutes les places européennes diffusent ses partitions. Enfin, les deux tournées londoniennes le consacrent meilleur compositeur vivant. Dans les dernières années de sa vie, il est adulé par son entourage et nombre de compositeurs, tels Carl Maria von Weber ou Luigi Cherubini, viennent lui rendre hommage.
Tout au long de sa vie, Haydn eut de nombreux élèves. La portée de l'œuvre sur ses contemporains et successeurs est immense et son influence sur Mozart et Beethoven est indéniable. Compositeur situé à une époque charnière de l'histoire de la musique, il a su à la fois synthétiser les styles de ses prédécesseurs et, également, se projeter dans la musique du futur. Joseph Haydn a été, que ce soit dans sa musique symphonique ou dans sa musique de chambre, un précurseur de génie. Il possédait en musique un sens de l'humour qui se reflète souvent dans ses œuvres.
Il n'est pas inutile de rappeler l'appréciation portée par Charles Burney dans sa General History of Music parue en 1789 :

« Admirable et infaillible Haydn ! dont les productions, au soir de ma vie, quand finissaient par me lasser la plupart des autres musiques, m'ont procuré un plaisir dépassant de loin tout ce que j'avais pu ressentir dans ma jeunesse ignorante et voluptueuse, alors que tout était nouveau pour moi et que ni le sens critique ni la satiété n'avait réussi à diminuer chez moi la propension à se satisfaire de peu. »

Au début du XIXe siècle, le romantisme naissant jette un voile sur les œuvres du compositeur. Haydn est perçu comme un auteur dépassé, simple précurseur de Mozart et Beethoven. Son image familière de Papa Haydn fait paraître sa personnalité assez morne par rapport aux deux autres compositeurs. Robert Schumann aura ce jugement sévère :

« De nos jours, il est impossible d'apprendre de Haydn quelque chose de neuf. Il est comme un ami familier de la maison que tous saluent avec plaisir et estiment, mais qui a cessé d'inspirer un intérêt. »

En réalité, si Beethoven a été reconnu par les romantiques comme l'un des leurs, ni Mozart, ni Haydn n'ont complètement disparu des concerts du XIXe siècle. Ils ont survécu dans leurs œuvres emblématiques, notamment les symphonies londoniennes et les derniers oratorios pour Haydn. Mais ce n'est qu'après les études critiques des musicologues modernes et notamment les travaux de Robbins Landon qu'un regain d'intérêt se manifesta pour l'ensemble de l'œuvre de Haydn.
Selon Jean et Brigitte Massin :

« Jusqu'au milieu du XXe siècle au moins, les œuvres ultimes de Haydn et Mozart et presque toutes celles de Beethoven devaient servir de référence plus ou moins consciente, et les compositeurs et le public se définir d'une façon ou d'une autre, y compris négativement, par rapport à elles. »

En 2009, année du 200e anniversaire de sa mort, le 4e mouvement de la Symphonie n°45 est interprétée au concert du nouvel an à Vienne, sous la direction de Daniel Barenboim. C'est la seule fois où une œuvre de Haydn est entendue lors de ce traditionnel concert.

## Œuvre
Les 1 195 œuvres de Joseph Haydn sont aujourd'hui classées selon le système mis au point par Anthony van Hoboken, universellement adopté, quoiqu'il ne reflète pas exactement l'ordre chronologique des compositions. Il a été mis au point entre 1957 et 1978. Chaque œuvre est identifiée par un chiffre romain correspondant à la catégorie (certaines catégories sont subdivisées - lettre minuscule en indice), suivi d'un numéro d'ordre en chiffres arabes.

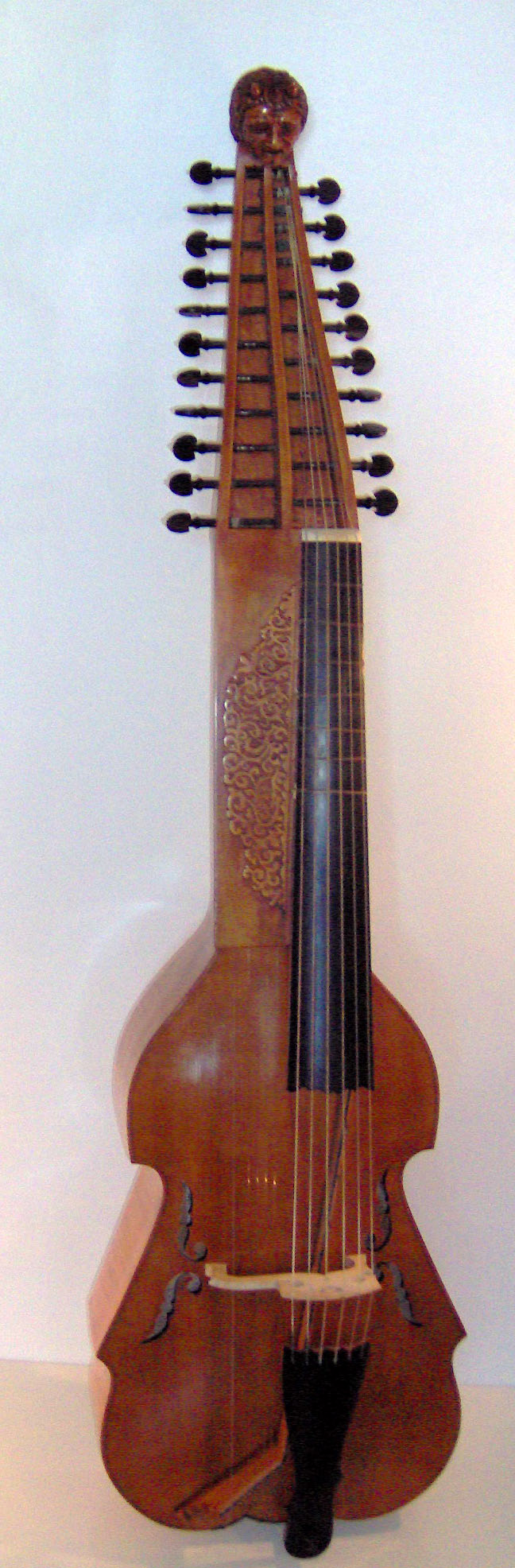
Haydn composa plus de 170 œuvres pour baryton.

- Catégorie I : 104 symphonies, plus les symphonies A et B et une symphonie concertante composée en 1792 lors de son séjour londonien afin de répondre à Ignace Joseph Pleyel, son ancien élève devenu un temps son rival
- Catégorie Ia : 16 ouvertures
- Catégorie II : 24 divertimenti, 8 nocturnes, 6 scherzandos
- Catégorie III : 83 quatuors à cordes
- Catégorie IV : 11 divertimenti à trois voix
- Catégorie V : 31 trios à cordes
- Catégorie VI : 6 duos pour violon et alto
- Catégorie VII : 4 concertos pour violon, 2 pour violoncelle, 1 pour contrebasse, 3 pour cor, 1 pour trompette, 1 pour flûte, 5 pour lire organizzate
- Catégorie VIII : 8 marches
- Catégorie IX : diverses danses, menuets, allemandes, trios
- Catégorie X et XII : œuvres diverses pour baryton à cordes (octuors, quintettes, duos)
- Catégorie XI : 126 trios pour baryton
- Catégorie XIII : 3 concertos pour baryton
- Catégorie XIV : 16 concertinos pour clavier et cordes
- Catégorie XV : 45 trios avec clavier
- Catégorie XVI : 62 sonates pour clavier
- Catégorie XVII : diverses pièces pour clavier
- Catégorie XVIII : 11 concertos pour clavier
- Catégorie XIX : pièces pour horloge musicale
- Catégorie XX : Les Sept Dernières Paroles du Christ en croix (version originale et transcriptions)[52]
- Catégorie XXa-c : duos, trios et quatuors vocaux
- Catégorie XXI : 3 oratorios (Il ritorno di Tobia, La Création, Les Saisons)
- Catégorie XXII : 14 messes
- Catégorie XXIII : œuvres religieuses diverses
- Catégorie XXIVa : 11 cantates et chœurs profanes avec orchestre
- Catégorie XXIVb : 24 airs profanes avec orchestre
- Catégorie XXVIa : lieder avec accompagnement de piano
- Catégorie XXVIb : cantates et chœurs avec instruments
- Catégorie XXVII : 10 canons religieux et 47 canons profanes
- Catégorie XXVIII : 13 opéras italiens
- Catégorie XXIX : opéras pour marionnettes et singspiels
- Catégorie XXX : musiques de scène
- Catégorie XXXI : arrangements
- Catégorie XXXII : pasticcios

On dispose pour certaines œuvres du manuscrit autographe, mais la plupart sont des copies (Haydn utilisait à Eisenstadt des copistes). Quelques œuvres sont d'origine douteuse, voire apocryphes. Au fur et à mesure que la renommée du compositeur progressait, des éditeurs n'hésitèrent pas à diffuser sous son nom des œuvres d'auteurs moins connus. Les études critiques du XXe siècle ont permis de rétablir nombre de paternités.
Des compositions originales du catalogue ou des copies destinées à l'exécution, voire des partitions inconnues ont disparu vraisemblablement dans les incendies qui ravagèrent le château d'Esterhaza le 18 novembre 1779 et la maison même du compositeur.

## Les grands corpus

### Les symphonies
La symphonie est le genre qui permet le mieux de suivre l'évolution de Haydn. Il s'y consacra en effet sans interruption pendant près de 40 ans avec 106 symphonies (y compris les symphonies A et B) auxquelles s'ajoute la seule symphonie concertante de Londres. Considéré par certains comme le père de la symphonie, il eut des prédécesseurs aussi bien à Mannheim avec Stamitz, à Milan avec Sammartini qu'à Vienne même avec Wagenseil. La période d'activité de Haydn correspond d'ailleurs à un engouement pour cette forme de musique et on recense 15000 symphonies entre 1750 et 1800. Toutefois dès cette époque, la production de Haydn était considérée comme la plus aboutie et la mieux structurée. Le premier catalogue de ses symphonies a été établi en 1907 par Mandycezwski et repris par Hoboken.
Au cours de la première période, les œuvres sont concises, certaines en trois mouvements. Haydn varie ainsi la forme et le contenu. L'effectif orchestral est relativement réduit, les bois se limitant en général à deux hautbois auxquels s'ajoute parfois un basson. Mais Haydn expérimente avec une grande diversité, faisant déjà preuve d'une synthèse entre le savant et le populaire. Il garde parfois un style proche du concerto grosso faisant la part belle aux instruments solistes comme dans ses trois chefs-d'œuvre de jeunesse : les symphonies no 6 Le Matin, no 7 Le Midi et no 8 Le Soir. Ces œuvres se rapprochent ainsi de la musique de table de Telemann. Il faut citer aussi dans ce premier corpus la no 22 Le Philosophe qui s'ouvre sur un mouvement lent et la no 31 Appel des cors qui fait aussi usage d'instruments solistes.
Les symphonies du Sturm und Drang sont parmi les plus remarquables. Elles couvrent la période 1766-1774 et font preuve d'une âpreté dramatique dénuée de toute sensiblerie. Parmi les plus célèbres, figurent les symphonies no 49 La Passion, no 26 Les Lamentations, no 48 Marie-Thérèse ainsi nommé en hommage à l'impératrice, no 44 Funèbre, no 45 Les Adieux, no 46 et no 47.
Le prince Esterházy fut peu sensible à cette forme d'expression et Haydn dut se consacrer au cours des années 1773-1781 à un style plus galant, associant séduction mélodique et variations ornementales. La production est plus inégale, certaines compositions étant conçues pour la scène (mouvements d'ouvertures). Pour certains, cette période marque un recul qualitatif et un manque d'assurance. Pour d'autres, cette confrontation avec le style d'opéra est un passage fécond permettant à Haydn d'intégrer le sens de l'événement et de l'action en musique pure. On note la présence systématique de la flûte traversière à partir de 1776, date à laquelle le prince a recruté un soliste. Il faut noter pour cette période 1775-1784 les trois symphonies identifiées par un sous-titre : les no 53 L'Impériale, no 63 La Roxolane et no 73 La Chasse.
À partir de 1785, vient la grande période des symphonies parisiennes, puis londoniennes qui, avec les dernières symphonies de Mozart et les premières de Beethoven, sont à l'apogée de la symphonie classique viennoise. Les six premières symphonies parisiennes no 82-87 sont consécutives à une commande de l'orchestre de la Loge Olympique. Les symphonies Tost et d'Ogny ont également la même destination à l'exception de la symphonie Oxford qu'il fera jouer à Londres. Haydn retrouve la verve expérimentale de ses débuts avec des compositions animées d'une frénésie de nouveauté. Avec des matériaux les plus simples, Haydn est dramatique sans effort. C'est une simplicité de façade où chaque élément, chaque effet est sous le contrôle de la structure globale de l'œuvre et participe à une signification à long terme. Le retour aux interventions de solistes dans les londoniennes n'a pas le même sens d'opposition ou de contraste telles qu'on les trouve dans le concerto grosso, mais fait partie intégrante de la pensée orchestrale.
En définitive, si Haydn n'a pas inventé la symphonie, il lui a donné la forme classique que l'on connaît. Cette construction s'est faite progressivement, jusqu'à l'incorporation des introductions lentes des symphonies londoniennes. Haydn a su également tirer parti de l'accroissement des effectifs orchestraux, notamment à Londres, utilisant des sonorités plus massives. Il a compris également que la symphonie participait d'une évolution sociétale, et que contrairement à la musique de chambre destinée aux plaisirs des musiciens amateurs, il s'agissait ici de maintenir l'attention d'un public auditeur par un intérêt dramatique. Sa musique est à la fois savante et populaire. Son style inimitable associe des épisodes délibérément rustiques, un ton pastoral, une ironie sophistiquée, le tout agrémenté de fantaisie et d'humour si typiques du compositeur qu'on lui a conféré l'adjectif de haydnien.

### Les quatuors à cordes

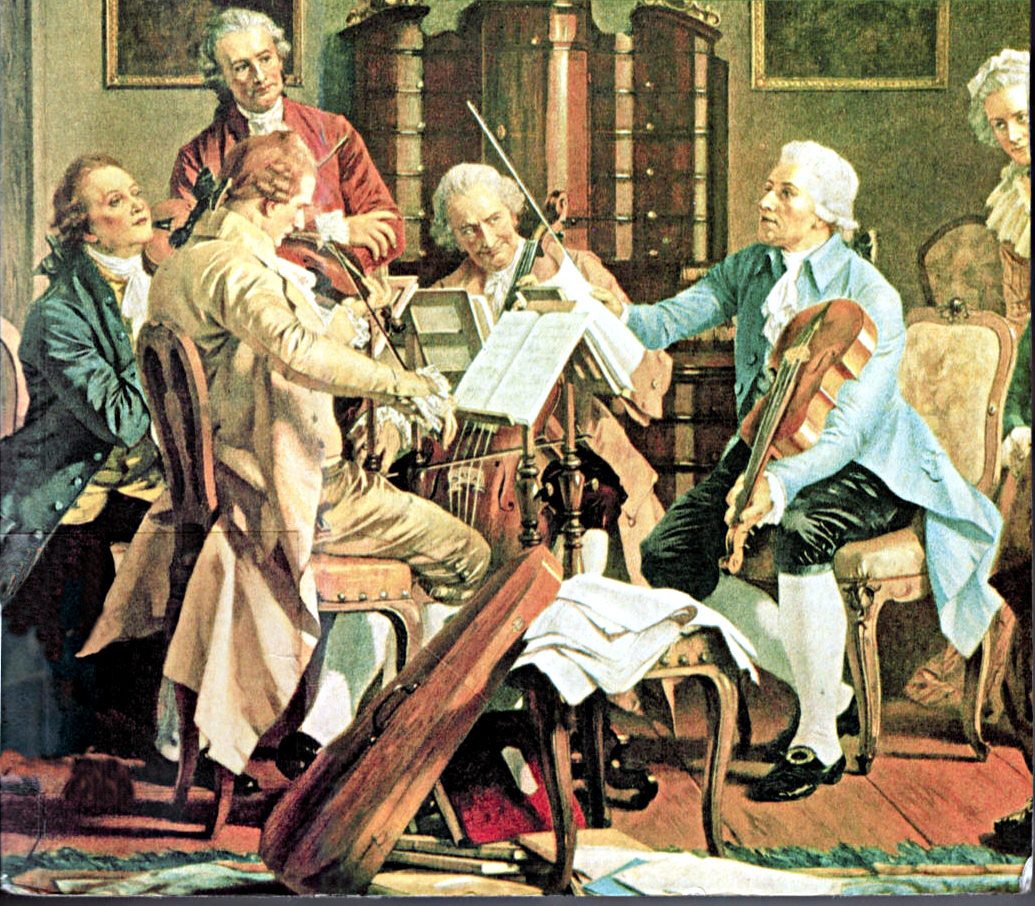
Haydn conduisant un quatuor (Anonyme, vers 1790).

On n’aura jamais la certitude que Haydn soit le père fondateur du quatuor à cordes, c’est probable mais de peu d’importance dans l’absolu. On pourra préciser que deux compositeurs accomplirent cet exploit au cours de la même période : lui-même et Boccherini de façon totalement indépendante l’un de l’autre. Mais seul Haydn poussera ce genre musical à un degré d’achèvement total.
Ce terme était déjà utilisé bien avant lui puisque dès 1730 Telemann publia ses 6 premiers quatuors parisiens, les 6 autres seront publiés en 1738 et montreront une nette évolution qui n’est pas de notre propos ici. Le quatuor à cordes tel qu’il se développe à partir de 1760 environ est, dans l’idéal, un ouvrage à quatre parties (voix) réelles, sans basse continue, pour quatre instruments de la même famille : deux violons, un alto et un violoncelle.
Contrairement à la symphonie, Haydn ne pratiqua pas le quatuor à cordes tout au long de sa vie, mais par blocs isolés dans le temps. La somme totale des quatuors de Haydn (en comptant les retraits et un ajout) est de 68 œuvres, qui vont du divertimento (op. 1 et op. 2) à l’opus 103, inachevé, de la fin de sa vie.
Sans rentrer dans le détail de chaque œuvre, on peut diviser en plusieurs parties l’évolution du langage de Haydn.
Les dix quatuors opus 1 et 2, dit « à Fürnberg » qui sont vus comme des divertimentos pour quatuor à cordes, composés vers 1757–1760 auquel on associe à tort l’op. 3 qui n’est pas de la plume de Haydn, mais dont la sérénade du quatuor no 5 est devenu un tube consacré du maître. En fait cet opus est dû à Roman Hoffstetter (1742–1812) qui était impressionné par les premiers quatuors de Haydn, il chercha à l’imiter et y parvint à tel point qu’il faudra attendre l’édition du catalogue Hoboken en 1957 pour que la clarification soit faite.
Engagé par la maison Esterházy en 1761, il doit écrire pendant près de 10 ans des trios pour baryton, alto et violon ainsi que des symphonies. Haydn ne revient au quatuor qu'en 1769-1770 (il a 38 ans) avec l'opus 9, puis en 1771 avec l'opus 17, enfin en 1772 avec l'opus 20. Cet ensemble de 18 quatuors s'inscrit au cœur de la période Sturm und Drang, série de quatuors denses mais limitée dans le temps.
Dès l'opus 9, le divertimento est abandonné au profit d'une écriture plus sérieuse voire savante, avec une intensité qui pose le problème d'une audition chez les Esterházy. Dans le même esprit, on se demande comment le prince pouvait réagir face au finale de la symphonie les Adieux (no 45). Ce cycle culmine avec l'opus 20, considéré comme le plus prestigieux avant l'opus 76 de 1797. Ces 6 quatuors poussent à l'extrême certains traits des opus 9 et 17 : l'indépendance des voix, la polyphonie, le développement et l'irrégularité métrique, qui se manifestent de façon radicale au point d'atteindre les limites du langage de l'époque. Jamais Haydn n'écrira des quatuors aussi sombres et aussi difficilement accessibles.
Après ce groupe de chefs-d’œuvre, une période de 10 ans s’écoule avant qu’en 1781 Haydn ne compose les 6 quatuors de l’opus 33. Haydn est âgé alors de 48 ans, il écrit à leur sujet : ils sont d’un genre nouveau. Cette phrase fit couler beaucoup d’encre : phrase commerciale pour les uns, vrai pour les autres, une chose est sûre, ils sont différents. La dimension populaire est plus présente : les finals sont en forme de rondo ou de variation, mais ce côté populaire garde un petit côté sérieux. En clair ces quatuors sont plus légers, concis, moins profonds, plus brillants mais ils n’excluent pas le savant. Ils seront célèbres en leur temps, Mozart sera très influencé par eux.
Ce cycle sera suivi d’un petit quatuor isolé, l’opus 42, unique rescapé d’un ensemble de quatuors vendu pour l’Espagne en 1785. Mais il faudra attendre 1787 et la transcription de ses sept dernières paroles du Christ en quatuor (œuvre aussi prévue pour l’Espagne), pour qu’il compose l’opus 50. Appelé quatuors Prussien (car dédiés au roi de Prusse Frédéric Guillaume II, ces quatuors font la synthèse entre la gravité des quatuors op. 20 et l’esprit de l’opus 33.
L’opus 50 correspond à la véritable naissance du quatuor moderne tel que Beethoven l’utilisera. Haydn venait de composer ses symphonies parisiennes, qui seront exécutées au cours de la saison parisienne de 1787, il a 55 ans. C’est à partir de son opus 50 que Haydn inaugure sa période de production ininterrompue de quatuor jusqu’à la fin de sa vie.
Les six quatuors op. 54/55 ont été publiés en deux parties en 1788. C’est un recueil à la fois très public et très expérimental qui fait la part belle au 1er violon. Les six quatuors op. 64 ont été composés en 1790 peu avant son premier voyage à Londres. On appelle parfois globalement ce groupe de 12 quatuors : les quatuors Tost bien que seul l’opus 64 soit paru avec une dédicace à ce personnage, mais Tost a été étroitement lié à cette double série. Avec l’opus 64, Haydn a voulu revenir à l’esprit de l’opus 33, le 1er violon est moins en avant, ce qui n’empêche nullement la diversité et la richesse au sein de cet opus. On pense que Haydn savait qu’il ferait son voyage à Londres quand il a composé les deux derniers quatuors, d’où leurs dimensions et l’effet qu’ils provoquent.
Les 6 quatuors op. 71/74 ont été composés entre ses 2 voyages à Londres, joués lors de certains concerts Haydn Salomon cet opus surclasse en vigueur toutes les séries précédentes, on parle de style londonien : introductions avec effet orchestraux, de l’éclat et de la virtuosité. Les trois premiers quatuors parurent à Londres à l’automne 1795, les trois derniers toujours à Londres en février 1796.
Haydn compose les six quatuors opus 76 en 1797. Ils forment avec l’opus 20 de 1772 les deux sommets en matière de quatuor. Un quart de siècle exactement les séparent. La parution de tels chefs-d’œuvre en 1799 a dû poser de sérieux problèmes à Beethoven qui travaillait à son opus 18.
À l’inverse du recueil précédent qui était destiné au concert, celui-ci retrouve la tradition intimiste du genre, cet opus a une tendance à l’approfondissement, à une plus grande intériorité qui se traduit par le poids accordé aux mouvements lents. L’opus 76 est le dernier recueil complet de six quatuors.
En 1799, Haydn entreprend une nouvelle série de six quatuors destinés au prince Lobkowitz pour qui Beethoven écrit à peu près au même moment son opus 18. Mais il n’en n’achève que les deux premiers. Son travail sur Les Saisons jusqu’au début 1801, puis sur les messes, la Création et l'Harmoniemesse, l’empêche de poursuivre son cycle.
Au début 1802 il commence un nouveau quatuor afin d’obtenir une série de trois quatuors (il deviendra l’opus 103). Mais épuisé, il ne parvient à terminer que les deux mouvements centraux. Il sera publié avec la carte de visite de Haydn : Toutes mes forces s’en sont allées, je suis vieux et faible.
Malgré ce texte, les opus 77 et 103 sont du même niveau que l’opus 76. Haydn continue d’être novateur, du premier mouvement de l’opus 77 au menuet âpre et tendu de l’opus 103. Sa plume restera muette jusqu’à sa mort en 1809.
Haydn n’a pas fait que créer le quatuor moderne, il l’a développé jusqu’à un niveau qu’aucun contemporain n’a pu atteindre (pas même Mozart). Haydn est un compositeur qui est plus difficile d’accès parce qu’il demande une écoute spécialement attentive au détail. Il faudra attendre Beethoven pour aller plus loin dans le domaine du quatuor.

### Les sonates pour piano
Les sonates de Beethoven ont jeté une ombre sur la production pianistique de son temps. Mais celles de Haydn ne doivent pas être sous-estimées. Christa Landon, épouse de Robbins Landon, a réalisé en 1963 une révision critique du catalogue Hoboken, portant à 62 le nombre de sonates, dont certaines perdues et quelques autres d’authenticité douteuse. Haydn composa ses sonates jusqu’en 1795 recouvrant toute sa période d’activité, bien qu’il soit difficile de dater précisément chacune d’elles. L’évolution du style reflète son parcours artistique général.
Ses œuvres de jeunesse, dans la continuité de celles de Domenico Scarlatti et Wagenseil sont peu développées et du type divertimento. La période Sturm und Drang porte la marque de l’influence de CPE Bach et de l’étude qu’il consacra au traité de ce dernier « Essai sur la manière de jouer du clavier » : tonalité mineure, verve rythmique, mouvements lents pathétiques. Jusque vers 1780 Haydn compose de façon plus ou moins abstraite sans trop se préoccuper du choix de l’instrument : clavecin, clavicorde, pianoforte.
Puis intervient la période galante au ton plus léger, plus pianistique, où alternent des compositions faciles avec d’autres d’allure brillante et virtuose. La rupture avec la période précédente est cependant moins marquée par rapport aux symphonies
Les cinq dernières sonates sont l’apogée du corpus. Alors que la sonate Genzinger (no 59) présente une écriture pianistique qui rappelle celle de Mozart, les trois dernières écrites à Londres dans un style plus symphonique bénéficient de la puissance supérieure des pianos anglais Broadwood. Ces derniers disposaient de cinq octaves et demie (contre cinq à son homologue viennois). Ainsi la sonate no 60 en ut dépasse dans l’aigu les limites du pianoforte viennois.

### Les trios pour clavier
Les 45 trios pour piano, violon et violoncelle, en dehors de quelques œuvres de jeunesse (dont quatre ne sont pas authentiques) ont tous été écrits après 1784. Il s’agit en fait d’œuvres pour piano et violon solo avec accompagnement du violoncelle qui se contente le plus souvent de doubler la basse. Haydn choisit d’aller ici à contre-courant par rapport à l’évolution vers l’indépendance des parties du quatuor à cordes en faisant tenir au violoncelle un rôle de basse continue. De fait le piano de l’époque avait une basse maigre et sans tenue. Le violoncelle compensait donc cette faiblesse en apportant une plus grande richesse sonore.
Ces œuvres sont peu connues car les violoncellistes sont peu attirés par des productions qui leur donnent un rôle plus effacé. Elles n'en ont pas moins une qualité pianistique parfois supérieure aux sonates dans une atmosphère d’improvisation exubérante.

### Les opéras
À l'exception de quelques œuvres de jeunesse dont les partitions ont disparu ou sont incomplètes, Haydn composa douze opéras sur des livrets italiens selon la tradition de l'époque. Excepté le dernier, tous les opéras de Joseph Haydn furent composés et représentés pour la cour des Esterhazy entre 1766 et 1784. Le dernier Orfeo ed Euridice a été composé en 1791 et était destiné à une représentation à Londres.
Malgré leur richesse musicale, ces opéras ne peuvent rivaliser avec ceux de Mozart composés à la même époque. Ceci tient non seulement à la faiblesse des livrets, mais à un génie créatif « tourné vers la tension des âmes plus que par celle des situations ».
Il reste que l'Opera buffa était largement à l'honneur à Vienne et Esterháza. La pratique de cet art, non seulement du fait de ses propres compositions, mais aussi par l'analyse des œuvres de ses collègues italiens dans la direction d'orchestre et les multiples arrangements qu'il dut faire pour adapter celles-ci à son effectif musical ou à ses chanteurs, eut un retentissement certain sur le style classique alors en formation. Accessoirement, certains mouvements de symphonie ont servi d'ouverture à des opéras ou vice versa.

## Instruments
Un pianoforte « Anton Walter in Wien » utilisé par le compositeur est maintenant exposé à la Haydn-Haus d'Eisenstadt. À Vienne, en 1788, Haydn s'est acheté un pianoforte fabriqué par Wenzel Schantz. Lors de la première visite du compositeur à Londres, le facteur de pianos anglais John Broadwood lui a fourni un piano à queue de concert.

### Des enregistrements faits avec des instruments de l'époque de Haydn
- Alan Curtis. Joseph Haydn. Keyboard Sonatas. Walter de 1796, Schantz de 1790
- Ronald Brautigam with Concerto Copenhagen under Lars Ulrik Mortensen. Joseph Haydn Concertos. Walter (Paul McNulty)
- Robert Levin with Vera Beths and Anner Bylsma. Joseph Haydn. The Last 4 Piano Trios: H 15 no 27-30. Walter (Paul McNulty)
- Andreas Staier. Joseph Haydn. Sonatas and Variations. Walter (Christopher Clarke)
- Jos van Immerseel. Wolfgang Amadeus Mozart, Joseph Haydn. Fortepiano Sonatas. Walter (Christopher Clarke)

## Hommages
Sont nommés en son honneur :
- (3941) Haydn, un astéroïde de la ceinture principale d'astéroïdes[82].
- Haydn, un cratère de la planète Mercure[83].
- l'anse Haydn, une baie de glace en Antarctique sur l'île Alexandre-Ier[84].

### Autobiographie
À la demande de ses éditeurs, Joseph Haydn rédigea deux catalogues thématiques :
- Entwurf Katalog (EK) à partir de l'été 1765 ;
- Haydn Verzeichnis (HV) en 1804-05.

On possède une notice autobiographique rédigée en 1776 de deux pages et parue dans le volume I du Das gelehrte Oesterreich en 1978 ; des lettres écrites à différents destinataires, notamment ses éditeurs ; ainsi que des carnets écrits essentiellement lors de ses voyages à Londres.

### Les premiers biographes
Les premiers biographes ont eu l'avantage de recueillir des témoignages directs de son entourage et de Haydn lui-même, alors âgé et enclin à broder quelque peu ses histoires. Ces récits, parfois lénifiants, ont constitué la principale source d'information sur le compositeur jusqu'aux études modernes.
- Giuseppe Carpani, Le Haydine ovvero Lettere su la Vita e le Opere del celebre Maestro Giuseppe Haydn (Milan, 1812). Carpani a rencontré Haydn dans les années 1797-98. Vie de Haydn, Mozart et Métastase (1815)[n 18] du futur Stendhal est un plagiat de la biographie de Carpani.
- Albert Christoph Dies, Informations biographiques (Vienne 1810), rend une trentaine de visites à Haydn entre 1805 et 1808.
- Georg August Griesinger, Notices biographiques (Leipzig, 1810), est un des familiers du compositeur pendant les dix dernières années de sa vie.

### Ouvrages modernes

#### Anglais
- (en) Howard Chandler Robbins Landon, Haydn : Chronicle and Works, vol. 1 : Haydn: The Early Years, 1732-1765, Bloomington, Indiana University Press, 1994, 656 p. (ISBN 978-0-500-01169-0 et 0-500-01169-9)
- (en) Howard Chandler Robbins Landon, Haydn : Chronicle and Works, vol. 2 : Haydn at Eszterháza, 1766-1790, Bloomington, Indiana University Press, 1994, 800 p. (ISBN 978-0-500-01168-3 et 0-500-01168-0)
- (en) Howard Chandler Robbins Landon, Haydn : Chronicle and Works, vol. 3 : Haydn in England, 1791-1795, Bloomington, Indiana University Press, 1976, 640 p. (ISBN 978-0-500-01164-5 et 0-500-01164-8)
- (en) Howard Chandler Robbins Landon, Haydn : Chronicle and Works, vol. 4 : Haydn: The Years of « The Creation », 1796-1800, Bloomington, Indiana University Press, 1977, 656 p. (ISBN 978-0-500-01166-9 et 0-500-01166-4)
- (en) Howard Chandler Robbins Landon, Haydn : Chronicle and Works, vol. 5 : Haydn: The Late Years, 1801-1809, Bloomington, Indiana University Press, 1976, 496 p. (ISBN 978-0-500-01167-6 et 0-500-01167-2)
- (en) Howard Chandler Robbins Landon, The Symphonies of Joseph Haydn, New York, Macmillan, 1956, 862 p.
- (en) Howard Chandler Robbins Landon et David Wyn Jones, Haydn : His Life and Music, Bloomington, Indiana University Press, 1988, 383 p. (ISBN 0-253-37265-8)
- (en) Howard Chandler Robbins Landon, Haydn : A Documentary Study, New York, Rizzoli, 1981, 224 p. (ISBN 0-8478-0388-0)
- (en) Howard Chandler Robbins Landon, Haydn, New York, Washington, Praeger Publishers, 1972, 107 p. (OCLC 253606931)

#### Français
- Pierre Barbaud, Haydn, Paris, Le Seuil, 1963, 191 p. (ISBN 2-02-000226-4)
- Jean-François Boukobza, Haydn : 1732-1809, Paris, Gisserot, 1999, 127 p. (ISBN 2-87747-445-3, lire en ligne)
- Bernard Fournier, Histoire du quatuor à cordes, vol. 1 : de Haydn à Brahms, Fayard, 2000, 1206 p. (ISBN 978-2-213-60758-0)
- Karl Geiringer, Haydn, Gallimard, 1984
- Marcel Marnat, Joseph Haydn, La mesure de son siècle, Paris, Fayard, 1995  (ISBN 2-213-59554-2).
- Howard Chandler Robbins Landon, Haydn : Vie et documents, Hachette, 1981
- Charles Rosen (trad. de l'anglais par Marc Vignal), Le style classique : Haydn, Mozart, Beethoven [« The Classical Style... »], Paris, Gallimard, coll. « Bibliothèque des idées », 1978 (1re éd. 1971), 592 p. (ISBN 2-07-029744-6, OCLC 757203188), p. 568. rééd. coll. « Tel », 2000.
- Marc Vignal, Joseph Haydn, Paris, Fayard, 1988, 1534 p. (ISBN 2-213-01677-1, OCLC 19242507)
- Marc Vignal, Haydn et Mozart, Fayard, 2001, 476 p. (ISBN 978-2-213-61110-5)